# Thermonotus nigriventris
Thermonotus nigriventris là một loài bọ cánh cứng trong họ Cerambycidae.